# Římskokatolická farnost České Žleby
Římskokatolická farnost České Žleby je zaniklé územní společenství římských katolíků v rámci prachatického vikariátu českobudějovické diecéze.

## O farnosti
Od roku 1785 existovala v Českých Žlebech lokálie. Farní kostel svaté Anny byl postaven v letech 1788–1791, zbořen byl v roce 1965. Poutní kaple na Stožci byla vystavěna roku 1791. K povýšení lokálie na samostatnou farnost došlo roku 1854. Z této doby, kdy je farnost uváděná jako České Trouby, České Trúby či České Koryto (Böhmisch-Röhren) jsou z duchovních správců jménem známi:
- 1867–1876 P. Josef Čapek (24. července 1814 České Budějovice – 15. ledna 1876 České Žleby), farář, biskupský notář a vikariátní tajemník, do Žlebů přišel z Hodňova[3][4]
- 1876–1887 P. František Koller, farář, dříve farářem v Černé v Pošumaví, odešel na farnost v Horní Vltavici[5][6]
- 1888–1894 P. František Pecka, farář, odešel do důchodu[7][8]

Do obvodu farnosti patřila tato místa: České Žleby, Dobrá, Horní Cazov, Krásná Hora, Nové Údolí, Radvanovice a Stožec.
Dne 1. ledna 2020 bylo území farnosti sloučeno s farností Volary, odkud byla farnost před svým zrušením excurrendo spravovaná.

## Kostely a kaple farnosti
| Fotografie | Kostel            | Místo       | Bohoslužba                           | Bohoslužba                           | Poznámka             |
| ---------- | ----------------- | ----------- | ------------------------------------ | ------------------------------------ | -------------------- |
|            | Kostel svaté Anny | České Žleby | 1× ročně poutní                      | 1× ročně poutní                      | zbořený farní kostel |
|            | Kaple             | Dobrá       | příležitostně                        | příležitostně                        | obecní kaple         |
|            | Kaple Panny Marie | Stožec      | 1× ročně poutní, jinak příležitostně | 1× ročně poutní, jinak příležitostně | poutní obecní kaple  |